# Boaco megye
Boaco egy megye Nicaraguában. A fővárosa Boaco. 1938-ban lett külön megye. Előtte a terület Chontales megyéhez tartozott.

## Földrajz
Az ország északi részén található. Megyeszékhely: Boaco
6 tartományból áll:
1. Boaco
2. Camoapa
3. San José de los Remate
4. San Lorenzo
5. Santa Lucía
6. Teustepe